# Zavelim
Zavelim (auch Zavelin) ist eine kleine Gemeinde in Bosnien und Herzegowina. Die Einwohnerzahl betrug im Jahre 1991 274. 
Zavelim liegt an der Grenze zu Kroatien und ist der westlichste Ort in der Verbandsgemeinde Posušje. Östlich liegt Vir und südlich Podbila und die kroatische Grenze. Nördlich Roško Polje (Verbandsgemeinde Tomislavgrad).
Im Ort leben fast ausschließlich katholische Kroaten.

## Geschichte
Eine wichtige römische Straße von Narona (Vid bei Metković) bis Delminium (Duvanjsko polje) führte über Zavelim. Zavelim fiel 1513, genau wie Vir, als einer der letzten Orte in Herzegowina in türkische Hände.

## Besonderheiten
- Der Ort liegt unten den gleichnamigen Berg Zavelim (1346 m. i. J.) und ist ein sehr beliebtes Jagd- und Wandergebiet. Auf dem Berg befinden sich 77 Quellen.
- Die Kirche in Zavelim wurde 1934 gebaut und dem Sv. Ante Padovanski (Antonius von Padua) geweiht. Sie gehört zu Pfarrei Vir.

## Bevölkerung
Zavelim wird unterteilt in:
- Malenice nach der Familie Malenica
- Kovači nach der Familie Kovač
- Tandare nach der Familie Tandara
- Budići nach der Familie Budić
- Staja
- Balin dolac
- Paljike
- Maluša (Standort von Kirche und Friedhof)